# Матера
Мате́ра (итал. Matera) — город в итальянском регионе Базиликата, административный центр провинции Матера.
Старая часть города выдолблена в скале и является объектом Всемирного наследия ЮНЕСКО. 
Покровителями города считаются Пресвятая Богородица делла Бруна (Madonna della Bruna) и великомученик Евстафий. Праздник города — 2 июля.

## Культура
Матера — культурная столица Европы 2019 года.

### Кино
В Матере снимался фильм «Евангелие от Матфея» режиссёра Пьера Паоло Пазолини, причём многие роли в нём сыграли местные жители. В городе снималась сцена распятия Христа из фильма «Страсти Христовы» режиссёра Мела Гибсона.
Другие фильмы, снятые в Матере:
- 1952: «Волчица» — режиссёр Альберто Латтуада
- 1979: «Христос остановился в Эболи» — режиссёр Франческо Рози
- 1981: «Три брата» — режиссёр Франческо Рози
- 1985: «Царь Давид»  — режиссёр Брюс Бересфорд
- 1990: «И свет во тьме светит» — режиссёры Паоло и Витторио Тавиани
- 1995: «Фабрика звёзд» — режиссёр Джузеппе Торнаторе
- 2005: «Мария» — режиссёр Абеля Феррары
- 2006: «Омен» — режиссёр Джона Мура
- 2006: «Божественное рождение» — режиссёр Кэтрин Хардвик
- 2016: «Бен-Гур» — режиссёр Тимур Бекмамбетов
- 2017: «Чудо-женщина» — режиссёр Пэтти Дженкинс
- 2018: «Мария Магдалина» — режиссёр Гарта Дэвиса
- 2020: «Не время умирать» — режиссёр Кэри Фукунага

## Известные люди
- Томмазо Стильяни (1573—1651) — поэт и прозаик
- Эджидио Дуни (1709—1775) — композитор
- Джузеппе Де Робертис (1888—1963) — итальянский литературовед, литературный критик.
- Франческо Скафарелли (1933—2007) — шахматист
- Луиджи Де Канио (1957) — футболист и футбольный тренер
- Франческо Манчини (1968—2012) — футболист

## Города-побратимы
- Виджевано, Италия
- Картахена, Колумбия
- Петра, Иордания